# Freimann (stacja metra)
Freimann – stacja metra w Monachium, na linii U6. Znajduje się w dzielnicy Schwabing-Freimann. Stacja została otwarta 19 października 1971.